# کسی خرس بزرگ

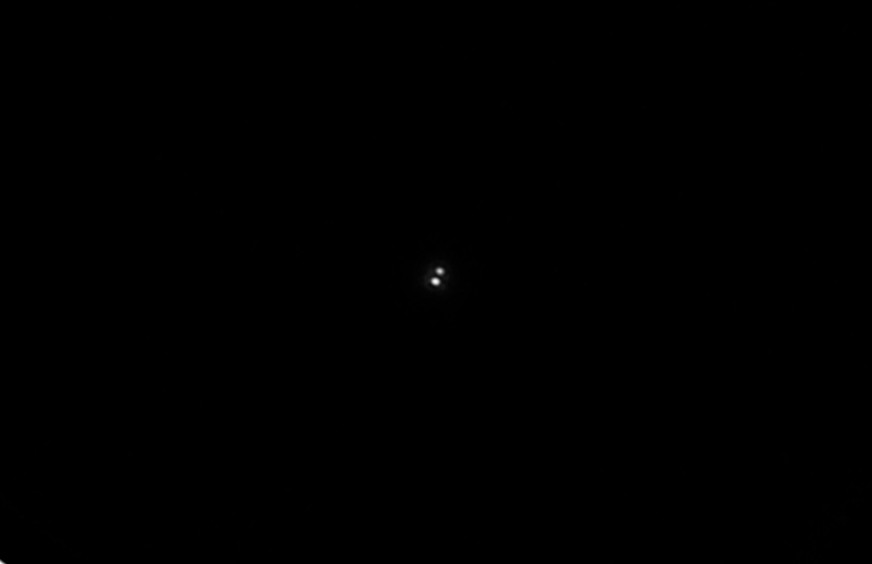
نمایی از دو ستارهٔ «کسی خرس بزرگ» در منظومهٔ خورشیدی – ۲۰۱۹

کسی خرس بزرگ یک ستاره است که در صورت فلکی خرس بزرگ قرار دارد.